# Naussannes
Naussannes é uma comuna francesa na região administrativa da Nova Aquitânia, no departamento Dordonha. Estende-se por uma área de 14,54 km². Em 2010 a comuna tinha 265 habitantes (densidade: 18,2 hab./km²).